# Thinking particles
thinkingParticles — продвинутая система частиц, разработанная компанией Cebas. Поставляется в виде плагина для Autodesk 3ds Max. Является одним из самых мощных решений для создания различных эффектов, основанных на массивах объектов: начиная от дождя, дыма, огня и заканчивая масштабными разрушениями.
Система Thinking Particles применялась в таких фильмах, как «Мстители», «Морской бой», «Белоснежка и охотник», «2012».
Основными отличиями Thinking Particles от подобной системы Particle Flow, встроенной в 3ds Max, являются, во-первых, огромное количество инструментов, во-вторых, возможность создавать связи фактически между любыми инструментами, в-третьих, возможность писать собственные выражения и скрипты. Однако следует отметить, что, начиная с версии 3ds Max 2014, стандартный инструментарий Particle Flow был существенно расширен за счёт покупки стороннего расширения Toolbox #3. С этим расширением Particle Flow приобретает функциональность, схожую с Thinking Particles.
В Thinking Particles присутствует вся функциональность стандартного Particle Flow: есть свои операторы рождения и смерти частиц, операторы скорости и направления полёта, придание частицам геометрической формы, различные условия. Каждый инструмент Thinking Particles оперирует определёнными данными, которые могут быть скалярными (Scalar) либо векторными (Vector) величинами. Например, количество частиц в кадре — это скалярная величина, а направление их движения — векторная. Эти типы данных с помощью специальных операторов могут быть преобразованы (например, из векторной величины можно выделить скалярную — длину вектора) и подключены к другим инструментам, создавая уникальное поведение частиц. Возможность создавать связи между всеми инструментами посредством стандартных либо собственных выражений — одна из главных особенностей Thinking Particles.
Thinking Particles имеет встроенную систему PhysX. Это означает, что частицы могут двигаться по физическим законам в зависимости от массы, силы трения и гравитации. Имея произвольную геометрическую форму, частицы могут также взаимодействовать между собой как твердые тела. Твёрдые тела 3ds Max могут быть интерпретированы как наборы частиц разной формы, активирующиеся в момент взаимодействия с другими частицами. Таким образом можно делать эффекты разрушений.
Последняя вышедшая версия плагина — Thinking Particles 6.0.